# Laurence Courtois
Laurence Courtois (Courtrai, 18 gennaio 1976) è un'ex tennista belga.

## Carriera
In carriera ha vinto quattro titoli di doppio. Nei tornei del Grande Slam ha ottenuto il suo miglior risultato raggiungendo il terzo turno nel singolare agli Australian Open nel 1996, e nel doppio in tutte e quattro le prove dello Slam. Sempre nel 1996 ha partecipato alle Olimpiadi, dove è poi uscita al secondo turno.
In Fed Cup ha disputato un totale di 29 partite, collezionando 19 vittorie e 10 sconfitte. Con la squadra belga ha vinto la competizione nel 2001.

## Statistiche

### Singolare

#### Finali perse (2)
| Numero | Anno           | Torneo                                    | Superficie  | Avversaria in finale | Punteggio |
| 1.     | 19 maggio 1996 | British Hard Court Championships, Cardiff | Terra rossa | Dominique van Roost  | 4-6, 2-6  |
| 2.     | 13 giugno 1999 | Tashkent Open, Tashkent                   | Cemento     | Anna Smashnova       | 3-6, 3-6  |

### Doppio

#### Vittorie (4)
| Numero | Anno             | Torneo                            | Superficie  | Compagna                | Avversarie in finale                | Punteggio     |
| 1.     | 20 febbraio 1994 | Open Gaz de France, Parigi        | Cemento     | Sabine Appelmans        | Mary Pierce Andrea Temesvári        | 6-4, 6-4      |
| 2.     | 9 agosto 1998    | Istanbul Cup, Istanbul            | Cemento     | Meike Babel             | Åsa Svensson Florencia Labat        | 6-0, 6-2      |
| 3.     | 25 aprile 1999   | Dreamland Egypt Classic, Il Cairo | Terra rossa | Arantxa Sánchez-Vicario | Irina Spîrlea Caroline Vis          | 7-5, 1-6, 7-6 |
| 4.     | 24 ottobre 1999  | WTA Bratislava, Bratislava        | Cemento     | Kim Clijsters           | Ol'ga Barabanščikova Lilia Osterloh | 6-2, 3-6, 7-5 |

#### Finali perse (5)
| Numero | Anno            | Torneo                                       | Superficie  | Compagna      | Avversarie in finale                      | Punteggio     |
| 1.     | 8 gennaio 1995  | Indonesia Open, Giacarta                     | Cemento     | Nancy Feber   | Claudia Porwik Irina Spîrlea              | 2-6, 3-6      |
| 2.     | 14 aprile 1996  | Indonesia Open, Giacarta                     | Cemento     | Nancy Feber   | Rika Hiraki Naoko Kijimuta                | 6-7, 5-7      |
| 3.     | 19 maggio 1996  | British Hard Court Championships, Cardiff    | Terra rossa | Els Callens   | Katrina Adams Mariaan de Swardt           | 0-6, 4-6      |
| 4.     | 26 ottobre 1997 | Fortis Championships Luxembourg, Lussemburgo | Sintetico   | Meike Babel   | Larisa Savchenko Helena Suková            | 2-6, 4-6      |
| 5.     | 5 novembre 2000 | Sparkassen Cup, Lipsia                       | Sintetico   | Kim Clijsters | Arantxa Sánchez-Vicario Anne-Gaëlle Sidot | 7-6, 5-7, 3-6 |

### Risultati in progressione
| Sigla | Risultato               |
| ----- | ----------------------- |
| V     | Vincitore               |
| F     | Finalista               |
| SF    | Semifinalista           |
| O     | Oro olimpico            |
| A     | Argento olimpico        |
| SF    | Bronzo olimpico         |
| QF    | Quarti di Finale        |
| 4T    | Quarto turno            |
| 3T    | Terzo turno             |
| 2T    | Secondo turno           |
| 1T    | Primo turno             |
| RR    | Round Robin             |
| LQ    | Turno di qualificazione |
| A     | Assente                 |
| ND    | Non disputato           |

| Legenda superfici    |
| -------------------- |
| Cemento              |
| Terra battuta        |
| Erba                 |
| Superficie variabile |

#### Singolare nei tornei del Grande Slam
| Torneo          | 1993 | 1994 | 1995 | 1996 | 1997 | 1998 | 1999 | 2000 | 2001 | 2002 |
| --------------- | ---- | ---- | ---- | ---- | ---- | ---- | ---- | ---- | ---- | ---- |
| Australian Open | A    | 1T   | 2T   | 3T   | A    | A    | 1T   | 1T   | A    | A    |
| Open di Francia | A    | 1T   | 2T   | 2T   | 1T   | A    | 1T   | 1T   | A    | A    |
| Wimbledon       | A    | 1T   | 2T   | 2T   | 1T   | A    | 1T   | 1T   | A    | A    |
| US Open         | A    | 1T   | 1T   | 2T   | A    | 1T   | 1T   | A    | A    | A    |

#### Doppio nei tornei del Grande Slam
| Torneo          | 1993 | 1994 | 1995 | 1996 | 1997 | 1998 | 1999 | 2000 | 2001 | 2002 |
| --------------- | ---- | ---- | ---- | ---- | ---- | ---- | ---- | ---- | ---- | ---- |
| Australian Open | A    | 1T   | 2T   | 1T   | A    | 1T   | 2T   | 2T   | 3T   | A    |
| Open di Francia | 2T   | 1T   | 1T   | 1T   | A    | A    | 3T   | 1T   | 3T   | 1T   |
| Wimbledon       | A    | 1T   | 1T   | 1T   | A    | A    | 3T   | 1T   | 2T   | A    |
| US Open         | A    | A    | 3T   | A    | A    | 3T   | 2T   | 3T   | 3T   | A    |

#### Doppio misto nei tornei del Grande Slam
Nessuna partecipazione